# Binnenpolder (Voorschoten)
De Binnenpolder is een polder en voormalig waterschap in de gemeente Voorschoten, in de Nederlandse provincie Zuid-Holland. De oorspronkelijke naam was de Dorpspolder. Ook was de Vinckslootpolder (vermeld in 1653) waarschijnlijk dezelfde polder.
Het waterschap was verantwoordelijk voor de vervening, drooglegging en de waterhuishouding in de gelijknamige polder.